# Antoon I Keldermans

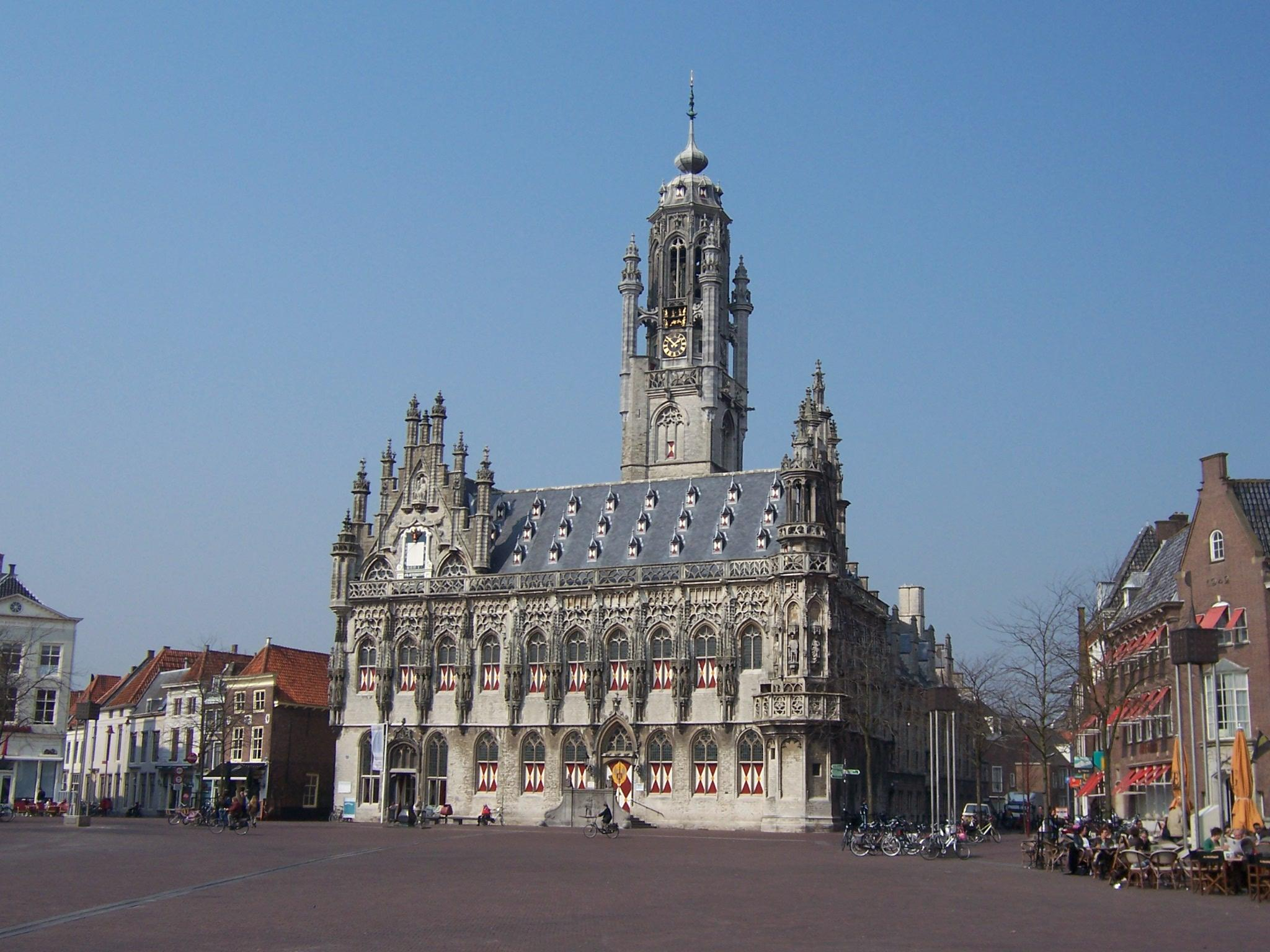
De voorgevel van het stadhuis in Middelburg, een van de belangrijkste werken uit de Brabantse gotiek is van de hand van Antoon I

Antoon I Keldermans, ook Anthonis I Keldermans (ca. 1440-1512), bijgenaamd 'de Oude', was een Brabants architect en beeldhouwkunstenaar, zoon van Andries I Keldermans en dus ook telg uit het bekende bouwmeestersgeslacht Keldermans.
In 1471 vergezelde Antoon zijn vader naar Bergen-op-Zoom, waar hij meewerkte aan de constructie van de kooromgang in de Grote Kerk. Hij werkte ook in opdracht van zijn vader aan de sculpturen voor de Sint-Pieterskerk in Leuven.
In 1476 werd hij door het markiezaat Bergen op Zoom aangesteld tot hoofdbouwmeester. Hij ontwierp en bouwde er de Sint-Gertrudiskerk (1489) en het Markiezenhof (1485). Vanaf 1479 werkte hij aan het tabernakel in de kerk van Axel en nam hij ook deel aan de opbouw van de Onze-Lieve-Vrouwekerk in Veere. Tussen 1483 en 1489 was hij dan weer actief in Diest. Hij bouwde er de kooromgang van de Sint-Sulpitiuskerk in Diest.
Na het overlijden van zijn vader in 1489 keerde hij terug naar Mechelen om zijn vader op te volgen als stadsarchitect. Hij startte er de werken aan de grote toren van de Sint-Romboutskathedraal en voltooide de bouw van zowel de Onze-Lieve-Vrouw-over-de-Dijle als de Sint-Janskerk. Hij volgde zijn vader ook op als bouwmeester bij de lopende bouwwerken in Zierikzee, Middelburg, Lier en Alkmaar.
In 1489 kreeg hij de titel van Hofarchitect aan het Hof van Brussel. In opdracht van het Hof zette hij in 1493 het Kasteel van Wouw neer (Noord-Brabant, intussen gesloopt). Tussen 1502 en 1507 werd hij aangenomen als bouwmeester en bouwde hij aan de centrale stenen toren van de Sint-Bavokerk in Haarlem, omstreeks 1504 werd het Kasteel van Borgvliet (Bergen-op-Zoom) neergezet en tussen 1504 en 1506 werd aan de Onze-Lieve-Vrouwekerk in Dordrecht gewerkt. Op latere leeftijd ontwierp hij ook nog de plannen Paleis van Margareta van Oostenrijk in Mechelen, dat na zijn dood door zijn zoon Rombout zou worden gebouwd.
De voorgevel van het Stadhuis van Middelburg uit 1512 wordt algemeen gezien als Antoons’ grootste meesterwerk. Door de Flamboyante gotiek met kolossale standbeelden van de Hollandse Graven wordt het beschouwd als een hoogtepunt van de Brabantse gotiek.

## Lijst van bouwwerken (selectie)
- Markiezenhof in Bergen-op-Zoom (1485-1495)
- Sint-Gertrudiskerk in Bergen-op-Zoom
- Onze-Lieve-Vrouwekerk in Veere (1479-1520)
- Sint-Romboutskathedraal in Mechelen (vanaf 1489)
- Onze-Lieve-Vrouw-over-de-Dijlekerk in Mechelen (vanaf 1489)
- Sint-Janskerk in Mechelen (vanaf 1489)
- Grote of Sint-Laurenskerk in Alkmaar (1497-1512)
- Grote of Onze-Lieve-Vrouwekerk in Dordrecht (1504-1506)
- Stadhuis van Middelburg (1507-1512)
- Hof van Savoye in Mechelen (ontwerp)
- Hof van Kamerijk in Mechelen
- Oude Kerk (Delft)
- Grote of St.-Bavokerk in Haarlem
- Spuihuis in Lier (tezamen met zijn zoon Antoon II Keldermans[2]